# Pobudka (czasopismo 1939–1940)
Pobudka – podziemne pismo wydawane od listopada 1939 w Poznaniu przez Poznańską Organizację Zbrojną, a następnie Wojskową Organizację Ziem Zachodnich.
Na czele redakcji „Pobudki” stała Irena Bobowska ps. „Wydra”, która zajmowała się także jej powielaniem i kolportażem. Siedziba redakcji mieściła się w domu rodziny Bobowskich przy ulicy Warszawskiej 116 w Poznaniu. Pismo, drukowane metodą powielaczową, ukazywało co tydzień lub co 2 tygodnie. Liczyło od 4 do 9 stron, a nakład wynosił ok. 100-300 egzemplarzy. Od kwietnia 1940 wychodziło jako tygodnik. Zawierało informacje wojskowe, przypominało o rocznicach i ważnych wydarzeniach historii Polski oraz demaskowało niemiecką propagandę. Do współczesnych czasów nie zachował się żaden jego numer.